# Телепинська волость
Телепинська волость — адміністративно-територіальна одиниця Чигиринського повіту Київської губернії з центром у містечку Телепине.
Станом на 1886 рік складалася з 7 поселень, 7 сільських громад. Населення — 8156 осіб (4065 чоловічої статі та 4091 — жіночої), 1054 дворових господарства.
|                     | Площа, десятин | У тому числі орної, десятин |
| ------------------- | -------------- | --------------------------- |
| Сільських громад    | 4550           | 3625                        |
| Приватної власності | 9000           | 5533                        |
| Іншої власності     | 231            | 166                         |
| Загалом             | 13781          | 9324                        |

Поселення волості:
- Телепине — колишнє власницьке містечко при річці Гнилий Ташлик за 60 верст від повітового міста, 1796 осіб, 283 двори, православна церква, 3 постоялих двори, 3 постоялих будинки, лавка, винокурний завод, базари по неділях.
- Вербівка — колишнє власницьке село при річці Сухий Ташлик, 1359 осіб, 176 двори, православна церква, школа, постоялий будинок, водяний і вітряний млини.
- Катеринівка — колишнє власницьке село при річці Березівка, 708 осіб, 111 дворів, православна церква, школа та постоялий будинок.
- Лебедівка — колишнє власницьке село при річці Сухий Ташлик, 684 особи, 70 дворів, православна церква, школа та постоялий будинок.
- Пастирське — колишнє власницьке село при річці Сухий Ташлик, 1634 особи, 220 дворів, православна церква, школа та 2 постоялих будинки.
- Радиванівка — колишнє власницьке село при річці Гнилий Ташлик, 925 осіб, 135 дворів, православна церква, школа, постоялий будинок, водяний і вітряний млини, маслобійний завод.
- Олянине — колишнє власницьке село при річці Сухий Ташлик, 390 осіб, 59 дворів, православна церква, школа та постоялий будинок.

Старшинами волості були:
- 1909—1910 роках — Олексій Трохимович Підгорний[2],[3];
- 1912—1913 роках — Григорій Костянтинович Василиненко[4],[5];
- 1915 року — Іван Мусійович Литвин[6];